# Paxico, Kansas
Paxico, Kansas (енгл. Paxico) град је у америчкој савезној држави Канзас.

## Демографија
По попису из 2010. године број становника је 221, што је 10 (4,7%) становника више него 2000. године.
| Група             | 2000.       | 2010.       |
| Белци             | 190 (90,0%) | 191 (86,4%) |
| Афроамериканци    | 2 (0,9%)    | 4 (1,8%)    |
| Азијати           | 0 (0,0%)    | 0 (0,0%)    |
| Хиспаноамериканци | 11 (5,2%)   | 12 (5,4%)   |
| Укупно            | 211         | 221         |